# Emilio Fernández
Pour les articles homonymes, voir Fernández.
Emilio Fernández, de son vrai nom Emilio Fernández Romo, parfois aussi crédité sous le nom El indio Fernández, né le 26 mars 1904 à Mineral del Hondo (Coahuila) au Mexique et mort le 6 août 1986 à Mexico, est un réalisateur, scénariste, acteur et producteur de cinéma mexicain.
Considéré comme l'un des plus grands réalisateurs mexicains du XXe siècle, il remporte la Palme d'or au Festival de Cannes 1946 pour son film María Candelaria. Il est le réalisateur le plus cité, à travers dix de ses films, dans la Liste Somos des 100 meilleurs films mexicains.

## Biographie
Emilio Fernández naquit dans le Nord du Mexique, d'une mère indigène (kikapu) et d'un père colonel d'une des armées de la révolution de 1910. Son implication dans les événements révolutionnaires du Mexique le contraignit à fuir son pays et rejoindre les États-Unis en 1923, après l'échec d'un putsch révolutionnaire mené par Adolfo de la Huerta. Accompagné de ce dernier dans sa fuite, il s'installa alors à Hollywood. Huerta y travailla en tant que professeur de musique et Emilio vécut de rôles de figurant; il fut notamment la doublure de l'acteur Douglas Fairbanks.

## Filmographie partielle

### Comme réalisateur
- 1943 : L'Ouragan (Flor silvestre), avec Dolores del Rio, Pedro Armendariz et Miguel Angel Ferris
- 1943 : María Candelaria (Xochimilco), avec Dolores del Rio et Pedro Armendariz
- 1945 : Les Abandonnées (Las abandonnadas), avec Dolores del Rio et Pedro Armendariz
- 1945 : Bugambilla, avec Dolores del Rio, Pedro Armendariz, Julio Villareal et Alberto Galan
- 1946 : Enamorada, avec Maria Felix et Pedro Armendariz
- 1947 : La Perle (La Perla), adaptation du récit de John Steinbeck, avec Pedro Armendariz, María Elena Marqués, Fernando Wagner
- 1947 : Rio Escondido, Maria Felix, Carlos Lopez Moctezuma et Fernando Fernandez
- 1948 : Maclovia, avec Maria Felix, Pedro Armendariz et Carlos Lopez Moctezuma
- 1949 : La Mal aimée (La Malquerida), avec Dolores del Rio, Pedro Armendariz et Columba Domínguez
- 1949 : Les Bas-fonds de Mexico (Salon Mexico), avec Marga Lopez et Miguel Inclán
- 1949 : La Villageoise (Pueblerina), avec Columba Domínguez et Roberto Cañedo
- 1952 : Quartier Interdit (Victimas del Pecado), avec Ninon Sevilla, Tito Junco et Rodolfo Acosta
- 1952 : Désir interdit (Cuando Levanta la Niebla), avec Arturo de Córdova, María Elena Marqués et Columba Dominguez
- 1953 : Le Filet (La Red), avec Rossana Podesta et Crox Alvarado
- 1954 : Nosotros dos, avec Rossana Podestà et Marco Vicario
- 1954 : La Révolte des pendus (La rebelión de los colgados),  adaptation du roman de B. Traven, avec Alfredo B. Crevenna
- 1973 : La Balafrée (La choca)

### Comme assistant-réalisateur
- 1960 : Le Vent de la plaine (The Unforgiven) de John Huston

### Comme acteur
- 1959 : La cucaracha d'Ismael Rodríguez : Colonel Antonio Zeta
- 1961 : Les Frères Del Hierro (Los hermanos Del Hierro) d'Ismael Rodríguez : Pascual Velasco
- 1964 : La Nuit de l'iguane (The Night of the Iguana) de John Huston: le patron du bar (non crédité)
- 1965 : La Récompense (The Reward) de Serge Bourguignon : Lopez
- 1965 : Les Inséparables (Marriage on the Rocks) de Jack Donahue
- 1966 : Le Retour des sept (Return of the Seven) de Burt Kennedy : Francisco Lorca
- 1966 : L'Homme de la Sierra (The Appaloosa) de Sidney J. Furie : Lazaro
- 1967 : A Covenant with Death de Lamont Johnson : Ignacio
- 1968 : La Bataille de San Sebastian de Henri Verneuil
- 1969 : La Horde sauvage (The Wild Bunch) de Sam Peckinpah : Général Mapache
- 1972 : El rincón de las vírgenes d'Alberto Isaac : Anacleto Morones
- 1973 : Pat Garrett et Billy le Kid (Pat Garrett and Billy the Kid) de Sam Peckinpah : Paco
- 1974 : Apportez-moi la tête d'Alfredo Garcia (Bring me the head of Alfredo Garcia) de Sam Peckinpah : El Jefe
- 1975 : L'Évadé (Breakout) de Tom Gries : J.V
- 1975 : Les Aventuriers du Lucky Lady (Lucky Lady), de Stanley Donen : Ybarra
- 1976 : Columbo, épisode Question d'honneur (A Matter of Honor) de Ted Post (série télévisée) : Miguel
- 1978 : Cinématon de Gérard Courant : Extrait 1982
- 1984 : Au-dessous du volcan (Under the Volcano) de John Huston : Diosdado
- 1986 : Pirates de Roman Polanski : Angelito

### Comme scénariste
- 1943 : María Candelaria (Xochimilco)
- 1953 : Le Filet (La Red)

### Comme producteur
- 1947 : Dieu est mort (The Fugitive) - Producteur associé
- 1964 : La Nuit de l'iguane (The Night of the Iguana) - Producteur associé - Non crédité

## Récompenses et distinctions
- Festival de Cannes 1946 : Palme d'or pour María Candelaria